# 杨瑞龙
杨瑞龙（1957年5月—），男，江苏昆山人，中国经济学家。

## 生平
1982年毕业于南京师范大学。1987年在南京大学获经济学硕士学位。1990年在中国人民大学获经济学博士学位。后任中国人民大学经济学院教授。

## 争议
美国的《高等教育纪事报》（Higher Education Chronicle）于2006年6月27日刊登了一篇名为“Harvard Professor Demands Apology for Plagiarism in Chinese Economics　Journal”的文章，指称杨瑞龙抄袭哈佛大学教授的论文。